# ゆめタウン学園店
ゆめタウン学園店（ゆめタウンがくえんてん）は、広島県東広島市にある株式会社イズミが運営・管理する総合スーパー（GMS）。

## 概要
イズミが2002年（平成14年）に東広島に2つ目の店舗として出店した店舗である。広島大学の学生・教職員を顧客の中心としている。
この店舗は元々ダイエー系列のダイエー・ハイパーマートがハイパーマート東広島店として1998年 - 2002年に使用していた店舗である（その後ダイエーの店舗は中国地方の店舗が姿を消した）。ダイエー時代の名残から店内にはオートスロープがある。
また同市にはゆめタウン東広島という店舗があるが、こちらは同市の中心部に位置しているためにファミリー層向けの店舗となっている。
東広島店では「ゆめピッと」や「Edy」の使用が可能だが、学園店では使用できない。電子マネー「ゆめか」は2011年4月に利用が可能となった。
ゆめタウンの店舗では唯一、店名に「店」の表記がされている。

## 沿革
- 1998年（平成10年）3月20日 - 本県では27年振りの新店舗としてダイエー運営の「ハイパーマート東広島店」として開店[3]。
- 1999年（平成11年）8月1日 - 当店の運営が株式会社ダイエー・ハイパーマートへ移管。
- 2000年（平成12年）9月1日 - 当店の運営が株式会社ディー・ハイパーマートへ移管。
- 2002年（平成14年）10月25日 - 施設の一部改良を施し、株式会社イズミ運営の「ゆめタウン学園店」として開店。
- 2012年（平成24年）10月5日 - 開店時間が8時半に延長[4]。
- 2021年（令和3年） - 2階フロアに広島大学学生と住民の交流や休憩を目的とした交流広場を開設[5]。
- 2024年（令和6年）4月、店舗塔屋を「you me town」から「you me」へ改装した。

## フロアとテナント

### フロア概要
核店舗のゆめタウン学園店と29の専門店で構成される。
| 階  | フロア概要                                            |
| --- | ----------------------------------------------------- |
| R階 | 屋上駐車場 ※積雪時は使用不可                          |
| 2階 | ファッション・キッズ・100円ショップ・スポーツのフロア |
| 1階 | 食料品・文具・リビング・フードコートのフロア          |

### 主なテナント
1階
- マクドナルド（ファストフード）
- バッケンモーツァルト（洋菓子）
- サーティワンアイスクリーム（アイス）
- チャンスセンター（宝くじ）
- 無印良品（小売店）

2階
- 宮脇書店（書店）
- ハニーズ（レディス）
- ダイソー（100円ショップ）

別棟
- チャンスセンター（宝くじ）

※テナント情報は2024年4月時点。
出店テナント全店の一覧詳細情報は公式サイト「ショップ」「フロアガイド」を、営業時間およびATMを設置している金融機関の詳細は「サービスガイド」を参照。

## アクセス

### 公共交通機関
近くに「鴻の巣」バス停があり、JRバス中国の西条線（下見経由便）が停車する。
- 西条線（西条駅-下見-広島大学）：JR山陽本線 西条駅方面 - 下見 - 鴻の巣 - 広島大学方面
- 西条線（西条駅-下見-広大西口-広島国際大学）：JR西条駅方面 - 下見 - 鴻の巣 - 広大西口・黒瀬・広島国際大学方面

### 自動車
広島県道332号線 吉川西条線沿いに位置している。
- 東広島呉自動車道 - 馬木IC及び下三永福本ICより約12分
- 山陽自動車道 - 西条ICより約12分

## 周辺
- 広島大学
- 中国電力ネットワーク株式会社 東広島ネットワークセンター